# Hillerød Fodbold
Hillerød Fodbold is een Deense voetbalclub uit Hillerød, een stad in de regio Seeland. De club werd opgericht in 1937 als Ullerød GF en wijzigde twee keer in de geschiedenis van naam.  De traditionele kleuren zijn oranje en zwart. De vereniging heeft tot en met 2017 altijd in de amateurklassen gespeeld. Toen werd er voor het eerst in de geschiedenis van de club promotie bemachtigd naar het derde niveau, de 2. division.
In de jaren die volgden speelde de club op het derde niveau. In 2022 werd promotie bemachtigd naar het tweede niveau, de Nordicbet Liga. Hier wist de club in haar eerste seizoen handhaving veilig te stellen.

## Eindklasseringen
| 5 |

| 2 |

| 2 |

| 5 |

| 2 |

| 9 |

| 7 |

| 7 |

| 1. division (Niv. 2) | 2. Division (Niv. 3) |